# 日本ウェルネス宮城高等学校
日本ウェルネス宮城高等学校（にほんウェルネスみやぎこうとうがっこう）は、宮城県東松島市にある高等学校。学校法人タイケン学園が運営する全日制普通科・男女共学の私立高校である。

## 概要
2013年3月に統合で閉校した東松島市立鳴瀬第一中学校の敷地を活用して、石巻地区初の私立の高等学校として開校した。

## 沿革
- 2020年（令和2年） 4月1日  -開校

## 学科
- 全日制
  - 普通科
    - 総合コース
    - スポーツコース